# Her Husband's Women

Her Husband's Women est un film américain réalisé par Leslie Pearce et sorti en 1929.

## Synopsis
Inconnu.

## Fiche technique
- Réalisation : Leslie Pearce
- Scénario : Alfred A. Cohn, d'après une histoire de Florence Ryerson
- Production : Al Christie
- Durée : 20 minutes
- Date de sortie :
  - États-Unis : 29 juin 1929

## Distribution
- Lois Wilson
- Harrison Ford
- Kathlyn Williams
- Monroe Salisbury
- Wanda Hawley
- Nina Romano